# Cầu diệp khasya
Cầu diệp khasya (danh pháp hai phần: Bulbophyllum khasyanum) là một loài phong lan thuộc chi Bulbophyllum. Loài này phân bố ở Trung Quốc (tỉnh Vân Nam), Ấn Độ, Thái Lan, Việt Nam.